# Onthophagus tuberculifrons
Onthophagus tuberculifrons  (лат.) — вид пластинчатоусых жуков рода калоеды (Onthophagus) из подсемейства Scarabaeinae. Неарктика.

## Описание
Длина тела 3,0-5,5 мм, чёрные с оранжевыми отметинами на надкрыльях. Активен весь год с пиком в январе.